# Diglyphomorphomyia specimenipennis
Diglyphomorphomyia specimenipennis är en stekelart som först beskrevs av Girault 1913.  Diglyphomorphomyia specimenipennis ingår i släktet Diglyphomorphomyia och familjen finglanssteklar. Inga underarter finns listade i Catalogue of Life.